# Europese kampioenschappen kunstschaatsen 1949
De Europese Kampioenschappen kunstschaatsen 1949 was de 41e editie voor de mannen en de dertiende editie voor de vrouwen en paren van het jaarlijks evenement dat georganiseerd wordt door de Internationale Schaatsunie (ISU).
De kampioenschappen van 1949 vonden plaats van 28 tot en met 30 januari in Milaan. Het was de eerste keer dat een kunstschaats kampioenschap in Italië plaatsvond.

## Historie
De Duitse en Oostenrijkse schaatsbond, verenigd in de "Deutscher und Österreichischer Eislaufverband", organiseerden zowel het eerste EK schaatsen voor mannen als het eerste EK kunstschaatsen voor mannen in 1891 in Hamburg, in toen nog het Duitse Keizerrijk, nog voor het ISU in 1892 werd opgericht. De internationale schaatsbond nam in 1892 de organisatie van het EK kunstschaatsen over. In 1895 werd besloten voortaan het WK kunstschaatsen te organiseren en kwam het EK te vervallen. In 1898, na twee jaar onderbreking, vond toch weer een herstart plaats van het EK kunstschaatsen.
De vrouwen en paren zouden vanaf 1930 jaarlijks om de Europese titel strijden. De ijsdansers streden vanaf 1954 om de Europese titel in het kunstschaatsen.

## Deelname
Er namen deelnemers uit tien landen deel aan deze kampioenschappen. Zij vulden 34 startplaatsen in de drie disciplines in. Het organiserende land Italië was tot dit kampioenschap nog maar drie keer een vertegenwoordigd geweest op het EK kunstschaatsen. In 1931 en 1932 had Reneé Volpato bij de vrouwen deelgenomen en in 1937 Anna Cattaneo / Ercole Cattaneo bij de paren. Dit jaar werd het aantal startplaatsen verdubbeld, Grazia Barcellona en Carlo Fassi namen beide aan het individuele kampioenschap deel en gezamenlijk bij de paren.
België werd dit jaar vertegenwoordigd door het paar Suzanne Gheldolf / Jacques Renard. Zij waren het vierde paar dat voor België uitkwam op het EK kunstschaatsen.
(Tussen haakjes het totaal aantal startplaatsen over de disciplines.)
| Oostenrijk (8) Verenigd Koninkrijk (8) Tsjecho-Slowakije (6) Hongarije (4) Italië (3) | België (1) Frankrijk (1) Joegoslavië (1) Noorwegen (1) Zwitserland (1) |

## Medaille verdeling
In het mannentoernooi werd Edi Rada de zeventiende Europees kampioen, hij was de negende Oostenrijker die deze titel veroverde. De beide mannen op de plaatsen twee en drie, Ede Király en Helmut Seibt veroverden hun eerste EK medaille.
De beide vrouwen die in 1948 op de plaatsen twee en drie stonden, Eva Pawlik en Alena Vrzáňová, stonden dit jaar beide een trede hoger, het was hun tweede EK medaille. Pawlik was de vijfde vrouw die de Europese titel veroverde en de tweede Oostenrijkse nadat Fritzi Burger in 1930 de eerste Europees kampioene werd. Jeannette Altwegg op plaats drie veroverde haar eerste EK medaille.
Pawlik was al de beste Europese kunstschaatser op het EK in 1948. Op dat moment stonden er nog lopers uit Noord-Amerika aan de start. Zo wist Barbara Ann Scott uit Canada te winnen. Sinds 1949 mogen alleen hardlopers uit Europa deelnemen aan Europese kampioenschappen. Volgens deze regels zou Eva Pawlik tweevoudig Europees kampioen worden.
Bij de paren prolongeerden Andrea Kékesy / Ede Király de Europese titel, het was hun tweede medaille. Hun landgenoten op plaats twee, Marianne Nagy / Lászlo Nagy, veroverden hun eerste EK medaille. Herta Ratzenhofer / Emil Ratzenhofer stonden net als in 1948 op de derde plaats, het was hun tweede medaille.
| Discipline | Goud                       | Zilver                      | Brons                                |
| ---------- | -------------------------- | --------------------------- | ------------------------------------ |
| Mannen     | Edi Rada                   | Ede Király                  | Helmut Seibt                         |
| Vrouwen    | Eva Pawlik                 | Alena Vrzáňová              | Jeannette Altwegg                    |
| Paren      | Andrea Kékesy / Ede Király | Marianne Nagy / Lászlo Nagy | Herta Ratzenhofer / Emil Ratzenhofer |

## Uitslagen
| #      | naam (deelname)   | land                           | pc |
| ------ | ----------------- | ------------------------------ | -- |
| Goud   | Edi Rada (4)      | Vlag van Oostenrijk            |    |
| Zilver | Ede Király (2)    | Vlag van Hongarije (1949-1956) |    |
| Brons  | Helmut Seibt (2)  | Vlag van Oostenrijk            |    |
| 4      | Carlo Fassi       | Vlag van Italië                |    |
| 5      | Vladislav Čáp (3) | Vlag van Tsjechië              |    |
| 6      | Zdenek Fikar (3)  | Vlag van Tsjechië              |    |

| #      | naam (deelname)           | land                           | pc |
| ------ | ------------------------- | ------------------------------ | -- |
| Goud   | Eva Pawlik (2)            | Vlag van Oostenrijk            |    |
| Zilver | Alena Vrzáňová (3)        | Vlag van Tsjechië              |    |
| Brons  | Jeannette Altwegg (3)     | Vlag van Verenigd Koninkrijk   |    |
| 4      | Jirina Nekolova (3)       | Vlag van Tsjechië              |    |
| 5      | Dagmar Lerchova (3)       | Vlag van Tsjechië              |    |
| 6      | Bridget Shirley Adams (3) | Vlag van Verenigd Koninkrijk   |    |
| 7      | Jacqueline du Bief        | Vlag van Frankrijk             |    |
| 8      | Barbara Wyatt (3)         | Vlag van Verenigd Koninkrijk   |    |
| 9      | Valda Osborn              | Vlag van Verenigd Koninkrijk   |    |
| 10     | Andrea Kékesy (2)         | Vlag van Hongarije (1949-1956) |    |
| 11     | Lilly Fuchs               | Vlag van Oostenrijk            |    |
| 12     | Beryl Bailey (2)          | Vlag van Verenigd Koninkrijk   |    |
| 13     | Joan Lister               | Vlag van Verenigd Koninkrijk   |    |
| 14     | Susi Giebisch             | Vlag van Oostenrijk            |    |
| 15     | Helga Haid                | Vlag van Oostenrijk            |    |
| 16     | Grazia Barcellona         | Vlag van Italië                |    |

| Er deden twaalf paren uit negen landen mee. Het paar Jennifer Nicks / John Nicks waren het enige paar dat voor de derde keer deelnamen. Voor het eerst nam er een Noors paar deel aan de EK kunstschaatsen. De Joegoslavische Silva Palme nam in 1939 deel met schaatspartner Paul Schwab en dit jaar met Marco Lajovic. \| # \| naam (deelname) \| land \| pc \| \| ------ \| ------------------------------------------ \| -------------------------------- \| -- \| \| Goud \| Andrea Kékesy (2) Ede Király (2) \| Vlag van Hongarije (1949-1956) \| \| \| Zilver \| Marianne Nagy (2) Lászlo Nagy (2) \| Vlag van Hongarije (1949-1956) \| \| \| Brons \| Herta Ratzenhofer (2) Emil Ratzenhofer (2) \| Vlag van Oostenrijk \| \| \| 4 \| Bela Zachová (2) Jaroslav Zach (2) \| Vlag van Tsjechië \| \| \| 5 \| Suzanne Gheldolf Jacques Renard \| Vlag van België \| \| \| 6 \| Jennifer Nicks (3) John Nicks (3) \| Vlag van Verenigd Koninkrijk \| \| \| 7 \| Margot Walle Allan Fjeldheim \| Vlag van Noorwegen \| \| \| 8 \| Elly Staerck (2) Harry Gareis (2) \| Vlag van Oostenrijk \| \| \| 9 \| Grazia Barcellona Carlo Fassi \| Vlag van Italië \| \| \| 10 \| Elianne Steinemann Andre Calame \| Vlag van Zwitserland \| \| \| 11 \| Pamela Davis Peter Scholes \| Vlag van Verenigd Koninkrijk \| \| \| 12 \| Silva Palme (2) Marco Lajovic \| Vlag van Joegoslavië (1943-1992) \| \| |                                            |                                  |    |
| # | naam (deelname)                            | land                             | pc |
| Goud | Andrea Kékesy (2) Ede Király (2)           | Vlag van Hongarije (1949-1956)   |    |
| Zilver | Marianne Nagy (2) Lászlo Nagy (2)          | Vlag van Hongarije (1949-1956)   |    |
| Brons | Herta Ratzenhofer (2) Emil Ratzenhofer (2) | Vlag van Oostenrijk              |    |
| 4 | Bela Zachová (2) Jaroslav Zach (2)         | Vlag van Tsjechië                |    |
| 5 | Suzanne Gheldolf Jacques Renard            | Vlag van België                  |    |
| 6 | Jennifer Nicks (3) John Nicks (3)          | Vlag van Verenigd Koninkrijk     |    |
| 7 | Margot Walle Allan Fjeldheim               | Vlag van Noorwegen               |    |
| 8 | Elly Staerck (2) Harry Gareis (2)          | Vlag van Oostenrijk              |    |
| 9 | Grazia Barcellona Carlo Fassi              | Vlag van Italië                  |    |
| 10 | Elianne Steinemann Andre Calame            | Vlag van Zwitserland             |    |
| 11 | Pamela Davis Peter Scholes                 | Vlag van Verenigd Koninkrijk     |    |
| 12 | Silva Palme (2) Marco Lajovic              | Vlag van Joegoslavië (1943-1992) |    |

Medaillewinnaars

Mannen · 
Vrouwen ·
Paren · 
IJsdansen

Toernooi

1891 · 
1892 · 
1893 · 
1894 · 
1895 · 
1896-1897 · 
1898 · 
1899 · 
1900 · 
1901 · 
1902-1903 · 
1904 · 
1905 · 
1906 · 
1907 · 
1908 · 
1909 · 
1910 · 
1911 · 
1912 · 
1913 · 
1914 · 
1915-1921 · 
1922 · 
1923 · 
1924 · 
1925 · 
1926 · 
1927 · 
1928 · 
1929 · 
1930 · 
1931 · 
1932 · 
1933 · 
1934 · 
1935 · 
1936 · 
1937 · 
1938 · 
1939 ·
1940-1946 · 
1947 · 
1948 · 
1949 · 
1950 · 
1951 · 
1952 · 
1953 · 
1954 · 
1955 · 
1956 · 
1957 · 
1958 · 
1959 · 
1960 · 
1961 · 
1962 · 
1963 · 
1964 · 
1965 · 
1966 · 
1967 · 
1968 · 
1969 · 
1970 · 
1971 · 
1972 · 
1973 · 
1974 · 
1975 · 
1976 · 
1977 · 
1978 · 
1979 · 
1980 · 
1981 · 
1982 · 
1983 · 
1984 · 
1985 · 
1986 · 
1987 · 
1988 · 
1989 · 
1990 · 
1991 · 
1992 · 
1993 · 
1994 · 
1995 ·
1996 · 
1997 · 
1998 · 
1999 · 
2000 · 
2001 · 
2002 · 
2003 · 
2004 · 
2005 · 
2006 ·
2007 ·
2008 ·
2009 ·
2010 ·
2011 ·
2012 ·
2013 ·
2014 ·
2015 ·
2016 ·
2017 ·
2018 ·
2019 ·
2020 ·
2021 · 
2022 · 
2023 · 
2024 · 
2025

WK kunstschaatsen ·
WK kunstschaatsen junioren ·
Viercontinentenkampioenschap ·
Olympische Spelen